# Хюґа (лінкор)
Хюґа (яп. 日向) — лінійний корабель Імператорського флоту Японії, другий корабель типу «Ісе». Кіль корабля був закладений на верфі фірми Міцубіші 15 травня 1915 року. Лінкор спущений на воду 27 січня 1917, введений в експлуатацію 30 квітня 1918. Названий на честь історичної провінції  в регіоні Кюсю на півдні острова Кюшю, що знаходиться в префектурі Міядзакі. Лінкор «Хюґа» спочатку проєктувався як четвертий корабель класу «Фусо», але проект був сильно перероблений, щоб виправити недоліки. «Хюґа» пройшов дві великих модернізації з 1926 по 1928 і з 1934 по 1936 рік, в процесі яких був повністю оновлений і реконструйований.

## Історія служби

### Друга світова війна

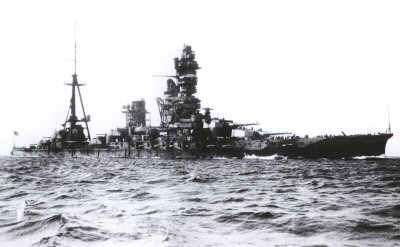
Лінійний корабель «Хюґа» в 1920 р.

З початком війни на Тихому океані «Хюґа» був частиною лінійних сил Об'єднані флоту на рейді в Hashirajima. 7 грудня він прибув на острови Бонін, (відомі в Японії як острови Оґасавара). «Хюґа» разом з однотипним кораблем «Ісе», лінкорами «Наґато» і «Муцу» увійшли в 1-у бойову групу як частина резервного лінійного флоту для операції Z (напад на Перл-Харбор) .
Сили Об'єднаного флоту повернулися на рейд в Нашхіраджиму 12 грудня 1941 і залишалися там до набігу американців на японську базу на острові Маркус 4 березня. База розташовувалася в 1200 миль від берега Японії, японці намагалися виявити Холсі і його 16-у оперативну групу (авіаносці «Хорнет» і «Ентерпрайз»). З'єднання Холсі рухалося на високій швидкості і було вже далеко, японці були нездатні вступити з ним в контакт. У Квітні Холсі повернувся, на цей раз рухаючись в межах 650 миль від японських островів. з «Хорнета» був здійснений знаменитий рейд Дуліттла. Ще раз  «Хюґа» у складі Об'єднаного Флоту почав переслідування, але Холсі і його групі вдалося втекти.
У травні 1942 року під час проведення артилерійської підготовки разом з «Наґато», «Муцу» і «Ямато», ліва гармата лінкора в башті № 5 вибухнула. Існувала загроза вибуху порохових погребів і втрати корабля. П'ятдесят один член екіпажу загинув в результаті вибуху. Два кормових відсіку були затоплені, що дозволило врятувати корабель. Лінкор повернувся в Куре для ремонту. Башта № 5 не була замінена. Замість неї був зварений круглий сталевий лист по барбету. На місце вежі були встановлені чотири 25-міліметрових зенітних автоматів -Тип 96.
29 травня 1942 року «Хюґа» приєднався до решти частини флоту для висадки на Алеутських островах. З'єднання з 2-х легких авіаносців, 6 крейсерів, 12 есмінців, 6 підводних човнів, 4 транспортів і флот нафтових танкерів завдавали облудного удару по Алеутських островах. Основний удар імперський флот здійснював по атолу Мідвей.

### Перебудова в лінкори-авіаносці

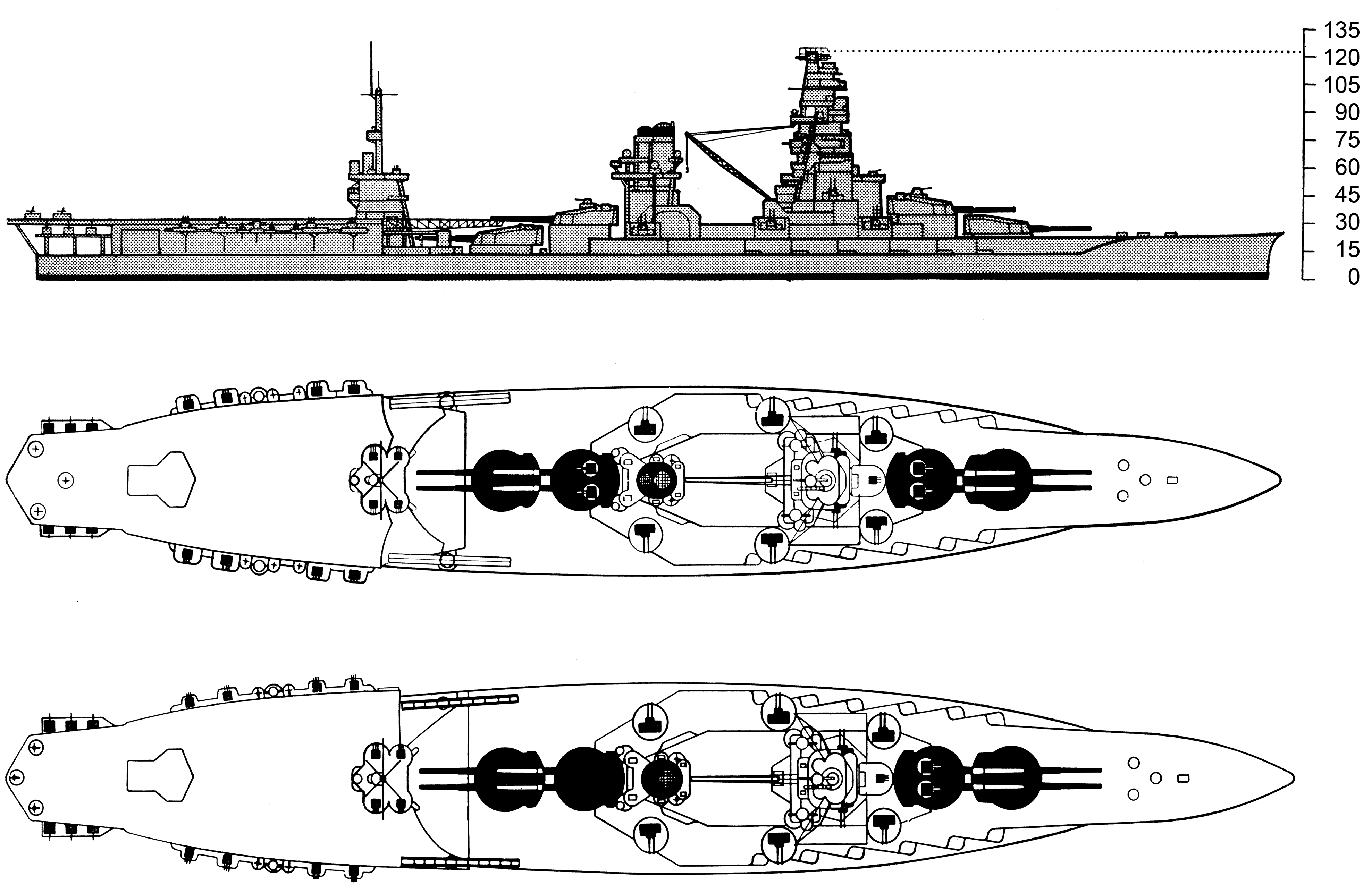
Лінійний корабель «Хюґа» після модернізації 1943 року (Схема)

Після катастрофічної для Японії битви за Мідвей, в японському флоті зріє план перебудови всіх лінкорів, крім «Ямато» і «Мусаші» в авіаносці. Зрештою у військово-морському флоті вирішили, що тільки «Хюґа» і «Ісе» будуть перебудовані у гібридні лінкори-авіаносці. З 1 травня по 1 жовтня 1943 року «Хюґа» був перебудований на військово-морській верфі в Сасебо. На «Хюзі» і «Ісе» демонтували дві кормові 356-мм вежі, масою 864 тонн кожна і видалили барбети вагою по 800 тонн. У кормі була побудована невелика 60-метрова злітна палуба для запуску ескадрильї літаків і ангари для зберігання. Для підйому літаків з ангара на палубу був встановлений ліфт. Щоб компенсувати втрату ваги і зберегти  метацентричну висоту, злітна палуба була покрита 203-мм бетонним покриттям.
Зенітне озброєння було також посилено, щоб краще захищатися від повітряного нападу. Авіакрило оновленого корабля мали були скласти 14 пікіруючих бомбардувальників Yokosuka D4Y і вісім гідролітаків Aichi E16A Zuiun. Літаки повинні були стартувати з корабля за допомогою катапульти, але приземлятися або на звичайних авіаносцях або на наземних базах. Вони також могли бути підняті на борт кранами. З причини того, що виробництво літаків була сильно скорочена, «Хюґа» ніколи не ніс повну авіагрупу.

### Завершення служби
У період з 24 по 28 липня 1945 р. літаки американської палубної авіації з авіаносців «Ессекс», «Тіканерога», «Рендольф», «Хенкок», «Беннінгтон», «Монтерей» і «Батаан» здійснили масований наліт на верфі в Куре. Під час бомбардувань «Хюґа» отримав від 10 до 17 бомбових ударів і велику кількість близьких розривів. Сильно пошкоджений корабель до 1 серпня вдалося перевести на мілководдя і посадити на ґрунт. До закінчення війни «Хюґа» використовувався як зенітна батарея.

### Повоєнна доля
20 листопада 1945 року лінкор «Хюґа» був виключений зі списків ВМФ Японії. З 2 липня 1946 року по 4 липня 1947 року, він був піднятий і оброблений на метал в сухому доці на військовій верфі в Куре.

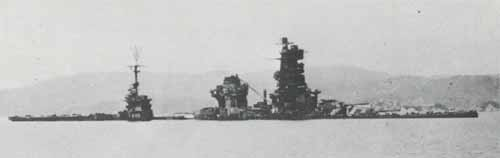
«Хюґа» затоплений на мілководді